# Culicoides felippebauerae
Culicoides felippebauerae är en tvåvingeart som beskrevs av Gustavo R. Spinelli 2007. Culicoides felippebauerae ingår i släktet Culicoides och familjen svidknott. Inga underarter finns listade i Catalogue of Life.